# Eugenio Luzcando
Eugenio Luzcando, detto Yuyín (... – 1972), è stato un cestista e allenatore di pallacanestro panamense.
Era il nonno di Geno Luzcando.

## Carriera
Da allenatore ha guidato Panama ai Giochi olimpici di Città del Messico 1968.